# Cheminée du Front de Seine
La cheminée du Front de Seine ou cheminée de Grenelle est une cheminée construite au début des années 1970 dans le quartier de Grenelle, dans le 15e arrondissement de Paris, pour évacuer les fumées d'une chaufferie de la CPCU. Cette installation alimente le réseau de chaleur qui dessert notamment les immeubles environnants du Front de Seine.
Haute de 130 mètres, la cheminée est l'une des plus hautes structures de la ville. Elle détonne par sa recherche esthétique, ayant été dessinée par François Stahly, un sculpteur et non un architecte.
Un nichoir pour les faucons est installé à son sommet.

## Localisation
La cheminée est située sur la dalle de Beaugrenelle, en bordure de la place de Brazzaville et du square Béla-Bartók. Elle prend place au cœur des immeubles de grande hauteur du Front de Seine, dans le quartier de Grenelle, dans le 15e arrondissement de Paris. 

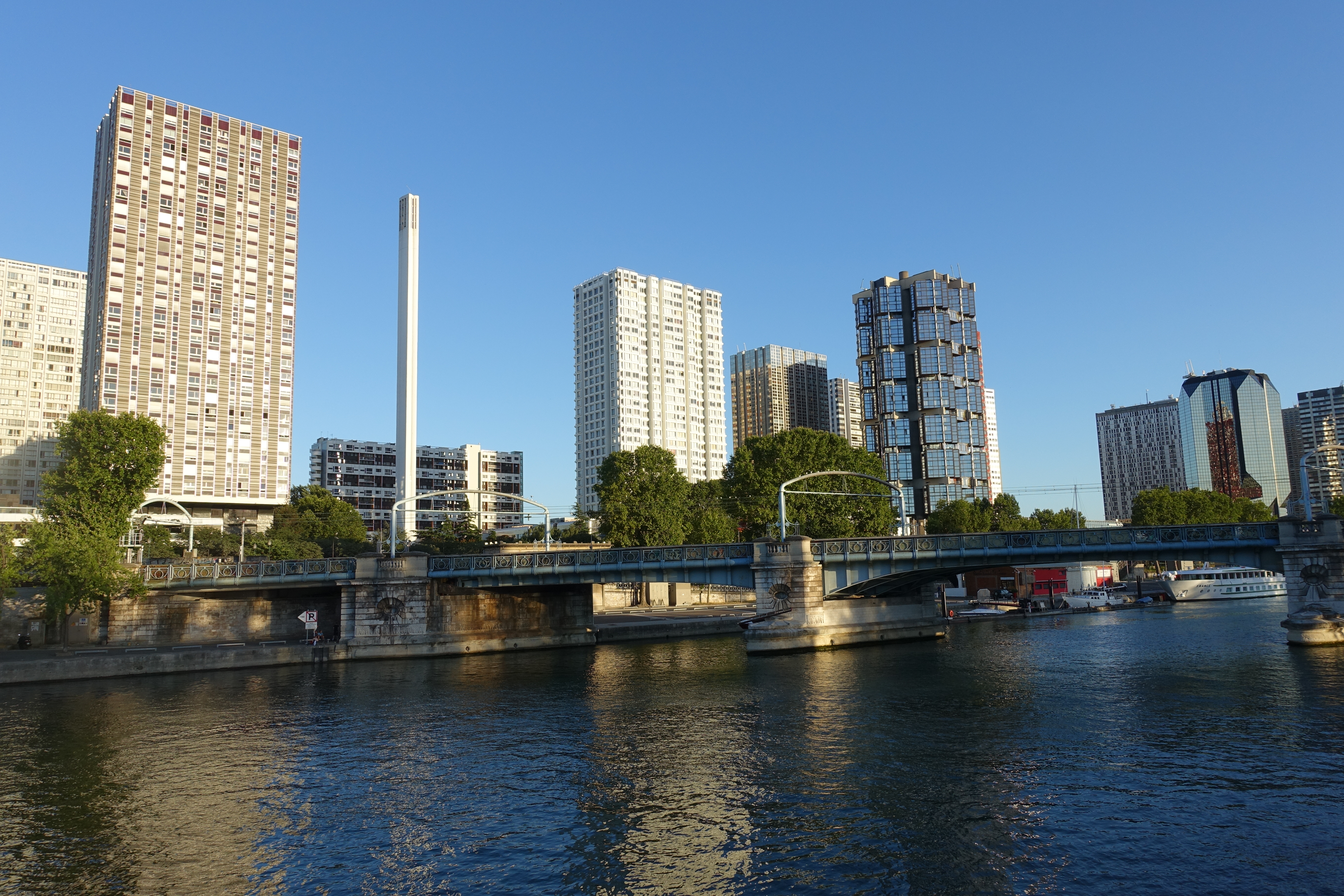
Vue d'ensemble du Front de Seine, centrée sur la cheminée, depuis l'île aux Cygnes.
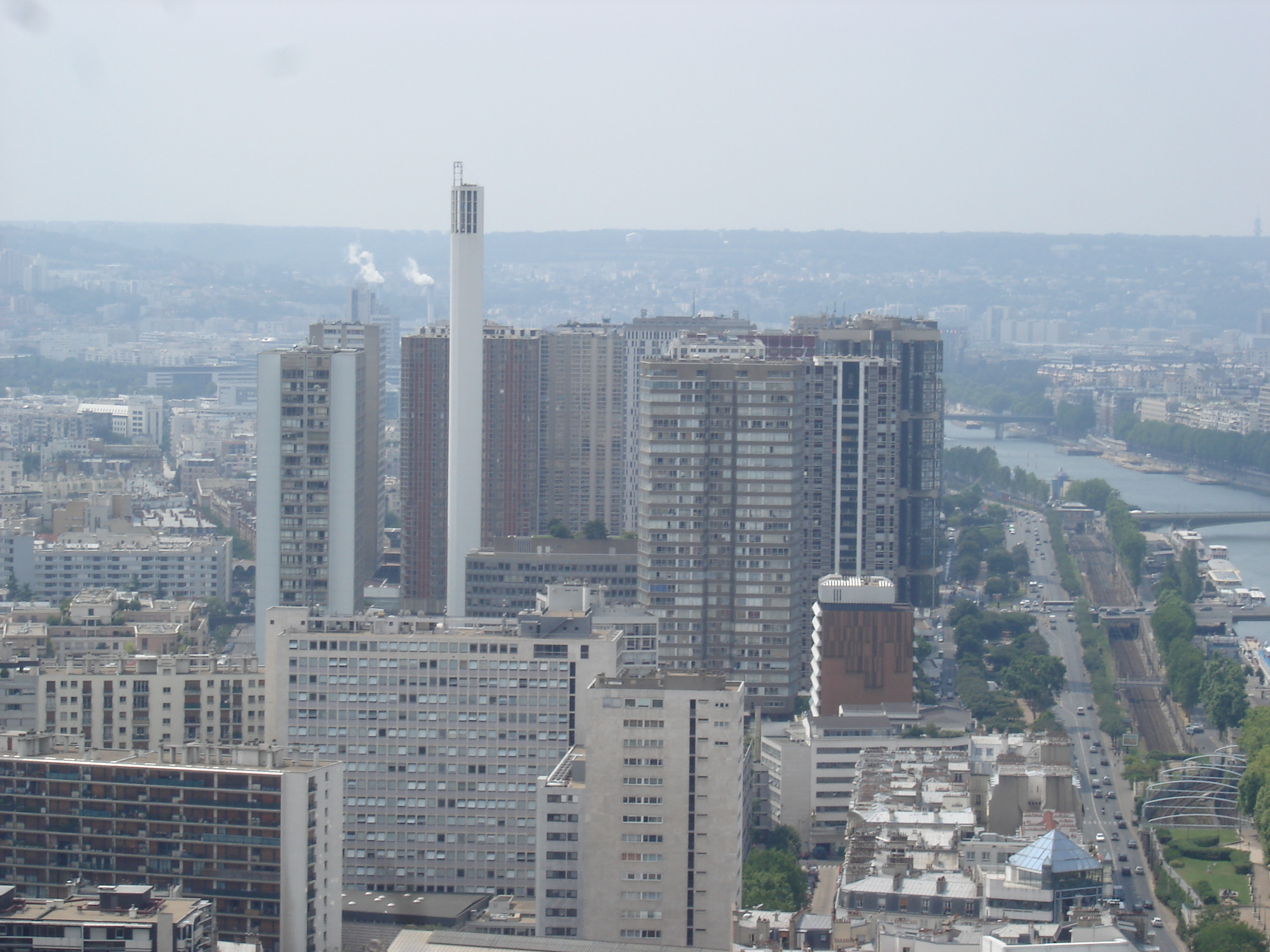
Vue de la cheminée dépassant les immeubles du Front de Seine, depuis la tour Eiffel.
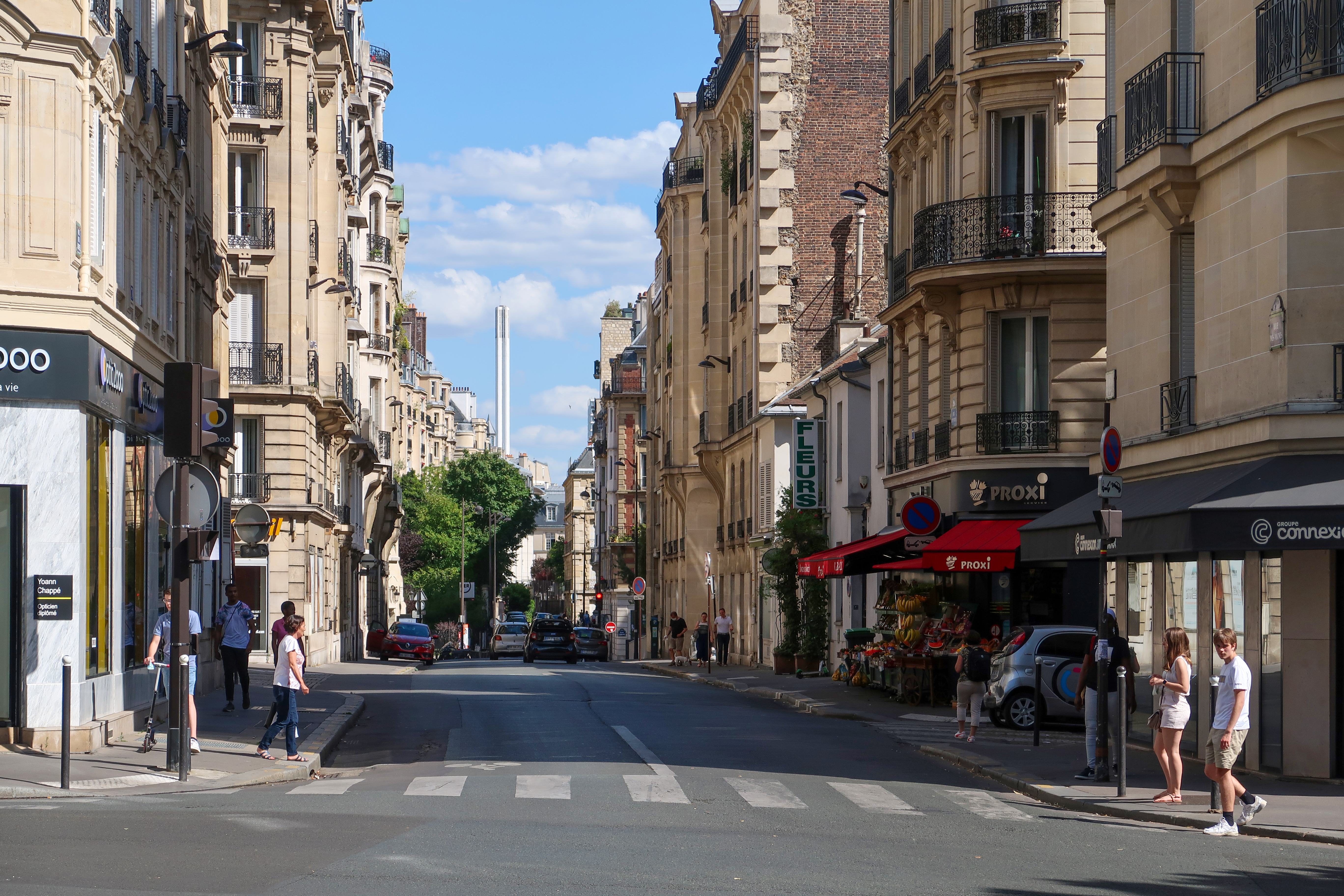
Vue de la cheminée depuis le croisement de la rue des Vignes et de l'avenue Mozart, à environ 1,2 km.

## Usage
La cheminée sert à évacuer les fumées de combustion rejetées par les brûleurs de la chaufferie attenante. Cette installation, exploitée par la Compagnie parisienne de chauffage urbain (CPCU), produit de la vapeur distribuée dans des canalisations souterraines vers les immeubles du quartier, pour le chauffage central et l'eau chaude sanitaire.
Elle brûle du fioul à très très basse teneur en soufre (TTBTS). Sa capacité de production est de 590 tonnes de vapeur par heure. En temps normal, quatre chaudières sont exploitées sur les six disponibles. Les deux supplémentaires ne sont utilisées que par grand froid ou en cas d'indisponibilité d'autres sites de production de la CPCU (le site de production est intégralement connecté au réseau de distribution de la CPCU à Paris et en région parisienne).
En 2016, la chaufferie a subi des transformations afin de pouvoir fonctionner avec un biocombustible (le diester) qui remplace le fioul. La chaufferie a gagné entre 5 % et 8 % de rendement et les polluants ont baissé d'un facteur 10.

## Hauteur
Avec une hauteur de 130 mètres, la cheminée est la plus haute structure du quartier, dépassant de plus de 30 mètres les autres bâtiments. C'est la sixième plus haute structure sur le territoire de la commune de Paris, après la tour Eiffel, la tour Montparnasse, la tour Duo 1, le tribunal de Paris et l'hôtel Hyatt Regency Paris Étoile. Elle est plus haute que le deuxième étage de la tour Eiffel.
C'est la hauteur minimale pour éviter que le vent ne rabatte les fumées sur les immeubles voisins, et ainsi limiter la pollution de l'air. Elle a été déterminée par des essais en soufflerie sur une maquette reproduisant les bâtiments voisins, en faisant varier la vitesse (en) et la direction du vent (en), ainsi que la vitesse de sortie des fumées.

## Histoire
La cheminée fut conçue par le sculpteur François Stahly et construite entre 1970 et 1971. 
Le choix, pour concevoir cette cheminée, d'un sculpteur plutôt qu'un architecte, est dû à la ferme opposition des autorités municipales à tout ce qui aurait pu ressembler à de l'architecture industrielle, au lancement du projet de construction de la chaufferie. Or la cheminée était impossible à dissimuler dans un immeuble et devait constituer un ouvrage isolé, si bien que l'architecte Bernard Zehrfuss a recommandé un sculpteur, Stahly, pour sa conception,. Le but était qu'elle soit dessinée comme une œuvre d'art, pour en faire « un signal qui a sa place dans le paysage » plutôt qu'« une verrue ».
Initialement, la cheminée comportait à son sommet un convergent pour augmenter la vitesse de sortie des fumées, mais il a été jugé inesthétique. Pour le dissimuler, Stahly a dessiné un cache-convergent qui a été testé en soufflerie pour éviter les rabattements sur le fût de la cheminée.
La construction de la cheminée seule a coûté 4 millions de francs.
Une maquette de la cheminée a été présentée aux halles Baltard du 10 juin au 30 août 1970 lors d'une exposition organisée par le Centre de création industrielle (CCI),.

## Description et critique
La forme de la cheminée est épurée et elle est intégralement blanche, à l'exception d'évents purement esthétiques situés en haut de la structure. Son fût est en béton armé.
Le journaliste Christian Taillandier qualifie son profil de « nerveux et racé ». D'autres lui trouvent une « esthétique générale qui rappelle vaguement celle de la colonne Vendôme ». Dans son roman Les Patriarches, Anne Berest la décrit comme « épurée et blanche » et en fait une métaphore d'« un phare du front de Seine ». 

## Jardin aquatique

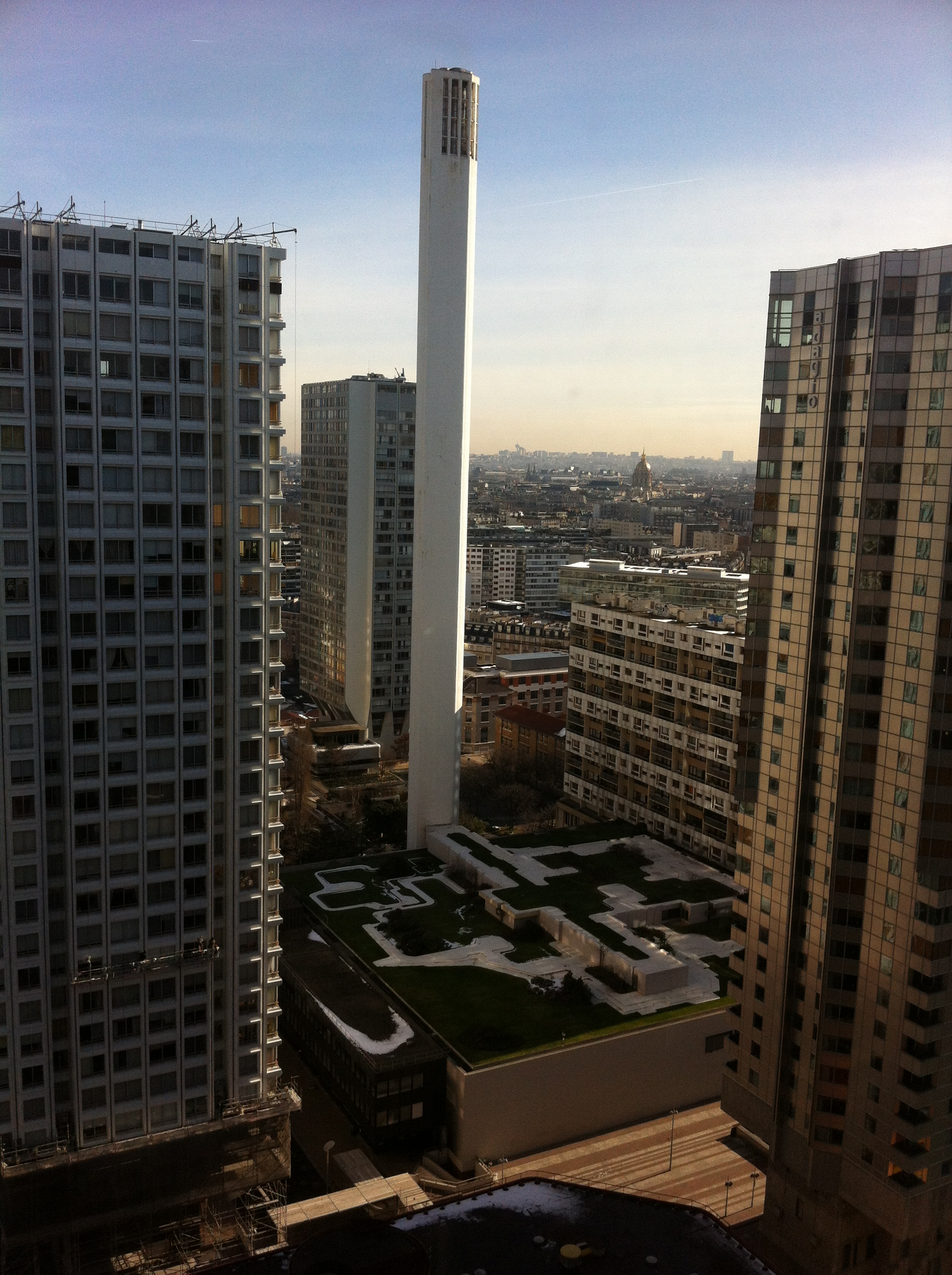
La cheminée depuis le Novotel Tour Eiffel, avec le jardin aquatique à ses pieds.

La cheminée est accompagnée, sur le toit-terrasse de la chaufferie, d'un jardin aquatique conçu par Catherine Stahly-Mougin, la fille du sculpteur,.
Des infiltrations d'eaux stagnantes, dues à l'absence d'évacuation des eaux pluviales et à des défauts d'étanchéité des bassins, ont conduit à les vider en 1995, puis à rénover complètement les jardins.

## Ornithologie
Depuis l'automne 2011, un couple de faucons pèlerins s'est installé dans un nichoir situé au sommet de la cheminée. Ce nichoir avait été installé une quinzaine d'années auparavant, en août 1994, pour un couple de faucons crécerelles qui l'avait ensuite déserté.
C'est le premier couple de faucons pèlerins signalé à Paris depuis la fin du XIXe siècle, et depuis 1947 en région parisienne (les dernières reproductions étant observées en boucle de Moisson, dans les Yvelines, et dans les rochers de Chantemesle, dans le Val-d'Oise).
Le nid est sous surveillance constante d'une caméra et trois petits sont nés d'une couvée au printemps 2013.